# 山際認
山際 認（やまぎわ　みとむ、1951年 - ）は、日本の建築家（一級建築士）。大阪工業大学建築学科卒業後、カナダ ・トロントに渡り、日系人建築家のアトリエなどで研修をした。帰国後は、西原清之（建築家、都市計画家）の西原研究所(Nishihara Planning Systems Inc.)に入社、建築意匠設計を担当した。

## 略歴
- 1951年　三重県志摩郡（現志摩市）大王町に生まれる。
- 1973年　大阪工業大学建築学科 卒業
- 1975年～1983年　株式会社西原研究所（意匠設計チーフデザイナー）
- 1983年　I.M.A.都市建築研究所 開設
- 1985年　株式会社I.M.A.都市建築研究所 設立　代表取締役

## 主な作品
- 1980年　横手平鹿広域圏民体育館・横手市就業改善センター（現横手市横手体育館）／秋田県横手市（西原研究所）[1]
- 1981年　横手市立朝倉小学校／秋田県横手市「日本建築学会東北建築作品賞 受賞」（西原研究所）[2]
- 1982年　習志野市秋津球場・習志野市秋津サッカー場（秋津総合運動公園内）／千葉県習志野市（西原研究所）
- 1988年　PAUME VILLE 集合住宅／東京都練馬区 [3]
- 1988年　竜王バスインフォメーションセンター／長野県山ノ内町
- 1989年　新宿光ビル／東京都新宿区 [3]
- 1991年　喜久本プラザビル／神奈川県茅ケ崎市 [3]
- 1992年　The Vanguard 元麻布ビル／東京都港区 [3]
- 1992年　TESTAビル／東京都新宿区 [3]
- 1992年　第21荒井ビル／東京都渋谷区 [3][4]
- 1992年　SOLD OUT ビル／東京都目黒区 [3]
- 1993年　MECENATビル／東京都台東区「台東区建築景観賞 受賞」[4]
- 2003年　大光山善立寺／東京都足立区 [4][5]
- 2007年　鶴見集合住宅／神奈川県横浜市 [6]
- 2015年　Quartz Tower ビル／東京都渋谷区 [4][7]
- 2021年　銀座梅林ビル／東京都中央区
- 2022年　戸山公園サービスセンター／東京都新宿区 [8]

## 都市計画への取り組み
2000年に入って、中国の建築家の招きを受けたのをきっかけに都市計画にも取り組むようになった。その当時中国は著しい高度経済成長を遂げ始めたころで、将来を見据えた大規模な都市整備が急務であった。そこで各省政府は、欧米の建築家を招聘し設計競技を行うようになった。彼もまたそこに参加し、多くの計画案を出し入選している。さらに浙江省杭州市では、伝統的民家群の政府調査研究チームにも加わっている。

## 主な都市計画等
- 2001年　楽清市市庁舎および中心区整備計画（浙江省楽清市）[4][5]
- 2001年　温州市電信局計画（浙江省温州市）[6]
- 2001年　楽清市教育地区計画（浙江省楽清市）[5]
- 2002年　西安市紫薇田園都市居住区整備計画（陝西省西安市）[4]
- 2003年　北京市平谷文化体育中心計画（北京市）[6]
- 2004年　蘇州市世界遺産研究教育中心計画（江蘇省蘇州市）[6]
- 2004年　蘇州市水族館計画（江蘇省蘇州市）[6]